# Falco mexicanus
Falco mexicanus е вид птица от семейство Соколови (Falconidae).

## Разпространение
Видът е разпространен в Канада, Мексико и САЩ.